# Allan Peiper

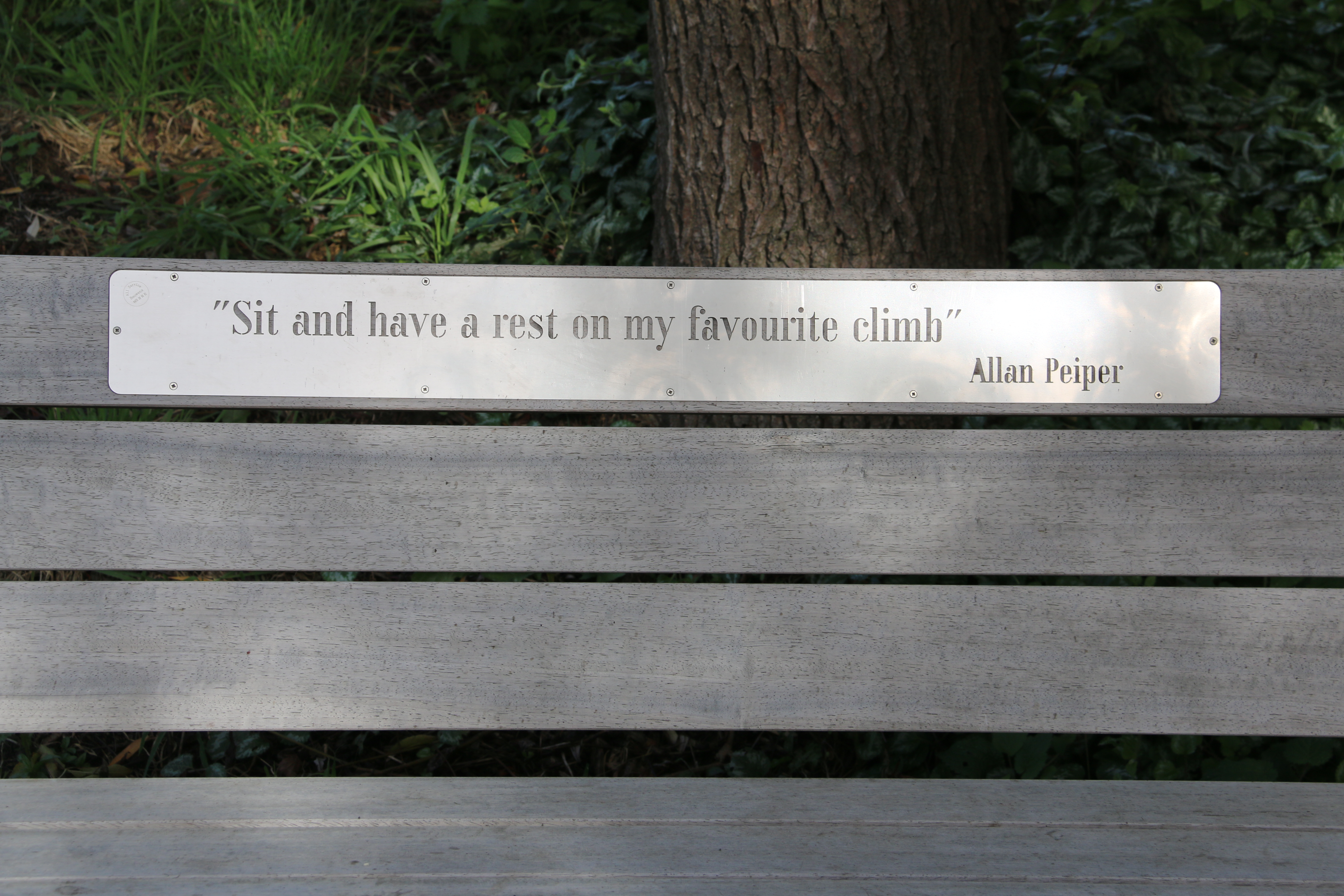
Allan Peiper-bank op Berg ten Houte

Allan Peiper (Alexandra, 26 april 1960) is een voormalig Australisch wielrenner en ploegleider.

## Wielrenner
Allan Peiper was profwielrenner van 1983 tot en met 1992 waarbij hij voor drie ploegen uitkwam, Peugeot-Shell-Michelin, Panasonic en Tulip Computers. Toen hij uit Australië overkwam, vond hij in Nevele onderdak bij de wielerfamilie Planckaert. Peiper was een sterk tijdrijder en won vele prologen.
Hij begon met wielrennen op 12-jarige leeftijd, met succes op zowel de weg als het circuit. Geselecteerd voor het Australische team, op de Junior Wereldkampioenschappen 1977 in Wenen. De 16-jarige Peiper ging toen koersen in België. Hij bleef voor de komende drie jaar. Het winnen van races, als junior, daarna als amateur, verhardde zijn mentaliteit en reputatie, die tot op de dag van vandaag voortduren. Intens racen en reizen eisten uiteindelijk zijn tol op het gebied van zijn gezondheid. Eind 1979 keerde hij na geelzucht terug naar Australië om te herstellen. Hij racete niet meer tot eind 1980.
Een sleutelfiguur in het herstel en de terugkeer van Peiper naar het racen op het hoogste niveau, was Peter Brotherton, een voormalig Brits Olympisch wielrenner (hij vestigde zich in Melbourne, na de Olympische Zomerspelen van 1956), die frames bouwde en rijders hielp met trainingsadvies. Het werd voor Peiper een zeer succesvolle terugkeer naar het racen in 1981, waarbij hij vaak won, ook de Dulux Tour van Nieuw-Zeeland. Het gaf hem ook de kans om in 1982 terug te keren naar Europa, met het ACBB-amateurteam, gevestigd in Parijs.
Het seizoen 1982 bij ACBB was succesvol. 14 races, amateurklassiekers en de prestigieuze Grand Prix des Nations TT werden door Peiper gewonnen. Dit leverde hem een profcontract op bij Peugeot voor 1983. In 10 jaar reed hij vijf keer de Ronde van Frankrijk, vier keer de Giro d'Italia en één keer de Vuelta a España (10 grote rondes). In zijn carrière reed Peiper met 3 professionele wielerteams (Peugeot, Panasonic en Tulip Computers) en won hij meer dan 35 races, waaronder etappes van de Ronde van Frankrijk en de Giro d'Italia.
In 2023 kreeg Peiper een zitbank te zijner ere aan Berg ten Houte in zijn woonplaats Maarkedal.

### Amateurcarrière

###### 1972-1977: Australië
Hij begon te racen in de lokale wielerwedstrijden van de club, maar ging al snel door naar open wegwedstrijden, en na succes werd hij vaak geselecteerd * voor het staatswielerteam van Victoria bij verschillende Australische wielerkampioenschappen.
* (In de beginjaren konden renners alleen deelnemen aan Australische wielerkampioenschappen als ze werden geselecteerd door de woonstaat van de rijder. Tegenwoordig kunnen renners onbeperkt deelnemen aan staats- of nationale kampioenschappen).
Staatskampioenschappen won hij op de weg en in de achtervolging, snel gevolgd door de Oceania Cycling Championships, waar Peiper zijn waarde terugvond in de Junior-categorie. Hij werd geselecteerd voor de Junior Wereldkampioenschappen Wielrennen in Wenen waar hij 3e werd in de Junior Puntenkoers.

###### 1977-1979: België
Op 16-jarige leeftijd reisde Peiper (na de Wereldkampioenschappen wielrennen junioren in Oostenrijk) naar Gent om te leven en te racen in de dagelijkse Kermiskoersen. In dat eerste seizoen (1977) in Vlaanderen won hij één race, maar eindigde hij 39 keer als tweede. Hij woonde te Gent in een beenhouwerswinkel die gesloten was,samen met verschillende andere fietsers, voordat hij bevriend raakte met Eddy Planckaert en werd uitgenodigd om bij de familie Planckaert in Nevele te komen wonen. Het jaar daarop (1978) keerde hij terug naar de Wereldkampioenschappen wielrennen voor junioren in Washington, VS, waar hij deelnam aan de wegwedstrijd en tweede werd in de puntenkoers. Toen hij terugkeerde naar België, bleef hij racen, won nog eens 10 races en werd tweede, nog eens 25 keer. Peiper, was een "professional junior" tot midden 1979, toen hij, na een periode van slechte gezondheid, terugkeerde naar Australië om te herstellen.

###### 1980-1981: Australië
Pas in november 1980 was Peiper voldoende hersteld om weer te racen. Hij werd bij zijn herstel geholpen en begeleid door Peter Brotherton, een voormalig Olympisch wielrenner (die deelnam aan de individuele achtervolging ) voor Groot-Brittannië. In 1981 reed Peiper voornamelijk in Australië en Nieuw-Zeeland, waar hij de Dulux Tour van het Noordereiland won. Dit verdiende een uitnodiging om lid te worden van het beroemde ACBB amateurwielerteam, gevestigd in Parijs, Frankrijk, voor 1982.
1982: ACBB
De wielerploeg Athletic Club de Boulogne-Billancourt (ACBB) had een meedogenloze reputatie en cultuur, waar van renners werd verwacht dat ze zouden winnen. Als ze dat niet deden, werden ze snel weggegooid. Eerdere Engelssprekende wielrenners (die met het team raceten) zijn onder meer Paul Sherwen, Graham Jones, Robert Millar, Phil Anderson, Stephen Roche en Sean Yates.
In september had Peiper 14 races gewonnen, waaronder verschillende klassiekers, en de prestigieuze tijdrit GP des Nations. De Commonwealth Games zouden eind september 1982 in Brisbane worden gehouden. Cycling Australia zou Peiper niet overwegen voor de nationale wielerploeg, aangezien hij geen Australische selectie-evenementen had gereden.
Dat was het einde van Peipers amateurcarrière. Hij zou profwielrenner worden, bij Peugeot in 1983.

### Professionele carrière

###### 1983–1985: Peugeot
Peiper begon zijn professionele wielercarrière in de traditionele races in het vroege seizoen in Zuid-Frankrijk.
In zijn tweede jaar (1984) begon Peiper meer races te winnen. Veel etappekoersen beginnen met een korte tijdrit (proloog). Dit bepaalt de leider van de eerste race, en deze intense tijdritinspanningen waren een soort "handelsmerk" van Peiper. Door de proloog te winnen, verovert hij de leiderstrui en bezorgt zichzelf en zijn ploeg veel publiciteit 
Hij won in 1984 drie prologen: Ster van Bessèges, Tour de l'Oise en het Critérium du Dauphiné. Hij won de afsluitende tijdrit van de Ronde van Zweden en werd meteen eindwinnaar. Peiper debuteerde in 1984 in de Tour de France en eindigde als derde in de proloog. In de openingsrit werd hij opnieuw derde.Hij leidde ook het klassement "Witte Trui" voor de beste jonge renner. Peiper eindigde zijn debuut in de Tour de France als 95e.

###### 1986–1990: Panasonic
Na drie seizoenen bij Peugeot, trad Peiper toe tot het Nederlandse Panasonic-team onder leiding van Peter Post.
De voorjaarsklassiekers van 1987 waren een keerpunt voor Peiper. Intensieve training begon resultaten op te leveren. Hij was in vorm en won De Omloop-Het Volk, Milaan-San Remo, E3 Prijs, Driedaagse de Panne, Ronde van Vlaanderen en Gent-Wevelgem. Hij startte maar finishte niet in Parijs-Roubaix, Amstel Gold Race en Luik-Bastenaken-Luik.
Op zondag 28 augustus 1988 vond het Wereldkampioenschap wielrennen plaats in Ronse. De wedstrijd werd beslist uit een selecte groep van 13 man (waaronder Peiper), die samen aan de laatste ronde begonnen. Claude Criquelion viel aan, snel gepakt door Maurizio Fondriest, met Steve Bauer en Martial Gayant in de achtervolging. Peiper werd op zijn beurt achtervolgd door zeven renners, waaronder Laurent Fignon. Bij de finish kwamen Criquelion en Bauer in botsing,Fondriest won de race. Peiper werd gepakt en binnen de laatste 100 meter gepasseerd door de achtervolgende groep. Hij eindigde als 10e.

## Ploegleider
Van 2005-2006 was Peiper ploegleider bij de Davitamon-Lotto-wielerploeg. In 2007 werkt hij voor T-MobileTeam, dat in 2008 overging in Team Columbia en later dat jaar in Team Highroad. Ook in 2009 (onder de naam Team Columbia-HTC), in 2010 (onder de naam Team HTC Columbia) en in 2011 (onder de naam HTC-High Road) bleef Peiper dit team trouw, maar toen HTC-Highroad eind 2011 stopte, werd hij Director of Competition bij Garmin-Sharp. Na een jaar bij Garmin-Sharp werkte hij van 2013-2018 voor BMC Racing Team als Performance Manager. In 2019 gaat Peiper als ploegleider aan de slag bij UAE Team Emirates, een functie die hij omwille van gezondheidsredenen neerlegt na Paris-Roubaix 2021 (verreden op 3 oktober), waarnaar hij in een adviserende rol aan UAE Team Emirates verbonden bleef. Peiper won de Kristallen fiets als ploegleider van het jaar 2020. Op 20 december 2021 maakte het team bekend dat Peiper ook deze functie neerlegt en zich in 2022 wil focussen op zijn privéleven en z'n niet-aflatende strijd tegen kanker.

## Overwinningen
1984
proloog Ster van Bessèges
proloog Ronde van de Oise
Eindklassement Ronde van de Oise
proloog Dauphiné Libéré
8e etappe deel B (ITT) Ronde van Zweden
Eindklassement Ronde van Zweden
1985
proloog Parijs-Nice
proloog Ronde van de Oise
1986
4e etappe deel A Ronde van België
Grote Prijs Raymond Impanis
3e etappe Herald Sun Tour
9e etappe Herald Sun Tour
15e etappe Herald Sun Tour
1987
GP Isbergues
1e etappe Ronde van Groot-Brittannië
GP van Isbergues
Circuit des Frontières
1988
Stadsprijs Geraardsbergen
5e etappe Ronde van Ierland
1e etappe (ITT) Herald Sun Tour
10e etappe Herald Sun Tour
1990
14e etappe Ronde van Italië

## Resultaten in voornaamste wedstrijden
| Jaar | Ronde van Italië | Ronde van Frankrijk | Ronde van Spanje |
| ---- | ---------------- | ------------------- | ---------------- |
| 1983 |                  |                     |                  |
| 1984 |                  | 95e                 |                  |
| 1985 |                  | 86e                 |                  |
| 1986 | 116e             |                     |                  |
| 1987 |                  | opgave              |                  |
| 1988 | 103e             |                     |                  |
| 1989 |                  |                     |                  |
| 1990 | 144e (1)         | opgave              |                  |
| 1991 |                  |                     |                  |
| 1992 | 130e             | 126e                |                  |

| Jaar | Milaan-San Remo | Gent-Wevelgem | Ronde van Vlaanderen | Parijs-Roubaix | Amstel Gold Race | E3 Harelbeke |
| ---- | --------------- | ------------- | -------------------- | -------------- | ---------------- | ------------ |
| 1983 | 81e             |               |                      |                | 55e              |              |
| 1984 |                 |               |                      |                |                  |              |
| 1985 | 64e             |               | 24e                  |                |                  |              |
| 1986 |                 |               |                      |                |                  |              |
| 1987 | 135e            | 5e            | 10e                  |                | 26e              | 15e          |
| 1988 | 93e             | 45e           | 38e                  |                |                  | ↑            |
| 1989 |                 |               | 7e                   |                |                  |              |
| 1990 |                 |               | 51e                  |                |                  |              |
| 1991 | 29e             | 10e           | 16e                  | 22e            |                  | 16e          |
| 1992 | 120e            | 105e          | 44e                  |                |                  |              |

Anderson ·
Bossis ·
Bourreau ·
Brun ·
Cahard ·
Castaing ·
Dalibard ·
Duclos-Lassalle ·
Garde ·
Linard ·
Martinez ·
Millar ·
Peiper ·
Perret · 
Roche ·
Simon · 
Yates
Bossis ·
Bourreau ·
Brun ·
Cahard ·
Castaing ·
Duclos-Lassalle ·
Forest ·
Garcia ·
Garde ·
Guyot ·
Lauritzen ·
Lecrocq ·
Linard ·
Millar ·
Peiper ·
Perret · 
Simon · 
Yates
Besanko ·
Brun ·
Cahard ·
Castaing ·
Clère ·
Duclos-Lassalle ·
Forest ·
Frebert ·
Garcia ·
Lauritzen ·
Lecrocq ·
Linard ·
Louvel ·
Millar ·
Peiper ·
Pensec · 
Simon · 
Yates
Anderson ·
Baars ·
Breukink ·
De Keulenaer ·
de Rooij · 
Giesberts ·
Harings ·
Lammertink · 
Lubberding ·
Millar ·
Nulens ·
Oosterbosch · 
Peiper · 
Planckaert ·
Theunisse ·
D. Vanderaerden ·
E. Vanderaerden ·
van der Velde · 
Van Lancker · 
van Vliet ·
Winnen
Anderson ·
Breukink ·
De Keulenaer ·
de Rooij · 
Harings ·
Hendriks · 
Lubberding ·
Millar ·
Nulens ·
Oosterbosch · 
Peiper · 
Planckaert ·
Talen ·
Thurau ·
Vanderaerden · 
Van Lancker ·
van Loon ·
van Vliet ·
van Wijk ·
Winnen
Breukink ·
Clark ·
de Koning ·
de Rooij · 
Freuler ·
Gavillet ·
Harings ·
Hendriks · 
Imboden (tot 31/07) ·
Lubberding ·
Märki ·
Nulens · 
Peiper · 
Talen ·
Thurau (tot 31/07) ·
Vanderaerden · 
Van Lancker ·
van Loon ·
van Rijen ·
van Vliet ·
van Wijk ·
Wampers ·
Winnen
Breukink ·
Clark (tot 28/02) ·
Cornelisse ·
de Koning ·
de Rooij · 
Dürst ·
Freuler ·
Harings ·
Lubberding ·
Märki ·
Nulens · 
Ottevanger ·
Peiper · 
Rozendal · 
Talen ·
Vanderaerden · 
Van Lancker ·
van Loon ·
van Poppel ·
van Rijen ·
van Vliet ·
Wampers ·
Winnen
Bouwmans ·
Cornelisse ·
de Koning ·
de Rooij · 
Dürst ·
Freuler ·
Jekimov ·
Lieckens ·
Lubberding ·
Ludwig  ·
Nulens · 
Peiper · 
Planckaert ·
Rooks ·
Rozendal · 
Sergeant · 
Talen ·
Theunisse (tot 15/08) · 
van der Pas · 
Van Lancker ·
van Poppel ·
van Vliet (tot 30/04) ·
Wampers ·
Mulders (stagiair)
Cooman ·
Dauwe ·
Desmet ·
Hauer (tot 15/06) ·
Jentzsch ·
Kools · 
Liboton ·
Onclin ·
Parkin ·
Patry ·
Peiper ·
Pieters ·
Remels ·
Rogiers ·
Roosen ·
Sturgess ·
Van De Laer · 
A. van der Poel ·
J. van der Poel ·
Van Holen ·
Van Leeuwe ·
Van Vooren ·
Zanoli
Cooman ·
Dauwe (tot 05/06) ·
Desmet ·
Frison ·
Holm ·
Jentzsch ·
Kools · 
Lilholt ·
Lodge ·
Meijs ·
Patry ·
Peiper ·
Pieters ·
Rogiers ·
Roosen ·
Sels ·
Van De Laer · 
A. van der Poel ·
J. van der Poel ·
Van Holen ·
Van Leeuwe ·

De Meester (stagiair)
- International Standard Name Identifier: 0000 0003 9966 3180
- Virtual International Authority File: 315535225